# Historia panorámica del Congreso del Estado de Sonora 1825-2000
Historia panorámica del Congreso del Estado De Sonora 1825-2000 es un libro que versa sobre la historia del Congreso de Sonora a lo largo de 175 años, desde su etapa como provincia del incipiente México independiente, hasta la era actual.
El prólogo fue escrito por Alonso Lujambio. 
El libro se divide en tres partes. La primera ofrece un panorama de los 175 años en cuanto a la normatividad a través de las constituciones generales y locales que han estado vigentes; la estructura en cuanto a lo que disponen los reglamentos interiores y las leyes electorales en materia de la representación territorial y demográfica de los diputados; el gasto medido a través del presupuesto de egresos del Congreso y éste como proporción del presupuesto estatal; y la producción legislativa, expresada en la expedición de leyes, decretos y acuerdos y mediante un repaso de los diferentes cursos de las iniciativas de ley previstos en los reglamentos interiores, el carácter de las resoluciones y la organización del trabajo en comisiones permanentes u ordinarias.
La segunda parte sigue una secuencia cronológica y combina descripción con análisis acerca del trabajo legislativo entre 1825 y 2000 y de su entorno. Y cierra con las fuentes empleadas, para dar el crédito debido y estimular otras indagaciones documentales y trabajos de análisis.